# Coeloides rufovariegatus
Coeloides rufovariegatus är en stekelart som först beskrevs av Léon Abel Provancher 1880.  Coeloides rufovariegatus ingår i släktet Coeloides och familjen bracksteklar. Inga underarter finns listade i Catalogue of Life.